# Devizes Castle

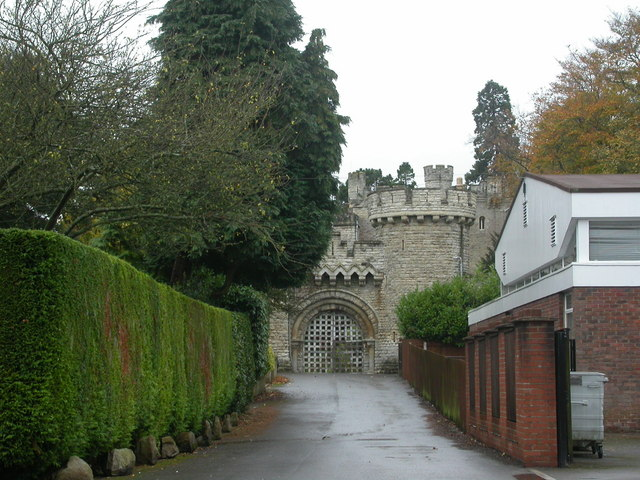
Eingang zum heutigen Devizes Castle

Devizes Castle war eine mittelalterliche Befestigung in der Stadt Devizes in der englischen Grafschaft Wiltshire. Dort steht heute eine Burg aus viktorianischer Zeit. English Heritage hat sie als historisches Gebäude I. Grades gelistet.

## Mittelalterliches Gebäude
Die erste Motte an dieser Stelle wurde im Jahre 1080 von Osmund von Sées, dem Bischof von Salisbury, gebaut. Diese Burg brannte 1113 nieder und wurde von Roger von Salisbury bis 1120 in Stein neu errichtet. Er besetzte sie unter König Heinrich I. und später unter König Stephan. Roger unterstützte Stephan und so wurde die Burg mal von der einen, mal von der anderen Seite eingenommen. Sie verblieb dann im Besitz der Krone und wurde unter den Königen Heinrich II. und Heinrich III. als Gefängnis genutzt. Später ging sie ins Eigentum von Katharina von Aragon, der ersten Frau Heinrich VIII., über.

## Bürgerkrieg
Im Jahre 1643, während des englischen Bürgerkrieges, war Devizes Castle von den royalistischen Truppen besetzt und wurde von den Roundheads unter Sir William Waller belagert. Allerdings wurden Wallers Truppen drei Tage später in der Schlacht von Roundway Down durch die Royalisten vernichtet. Burg und Stadt blieben in royalistischer Hand unter der militärischen Führung von Sir Charles Lloyd, der die Stadt gegen wiederholte heftige Attacken und Bombardements durch die Roundheads verteidigte. Im September 1645 eroberte Oliver Cromwell mit starken Kräften und schwerer Artillerie die Stadt und besetzte die Burg, die nach einem Bombardement kapitulierte. Im Mai 1648 wurde die Burg nach Anweisung des Parlaments geschleift. Die einzigen bis heute verbliebenen Überreste der mittelalterlichen Burg sind der ursprüngliche Erdwall, der äußere Rand des Burggrabens und Spuren der Fundamente des Rittersaals.

## Wiederaufbau in viktorianischer Zeit

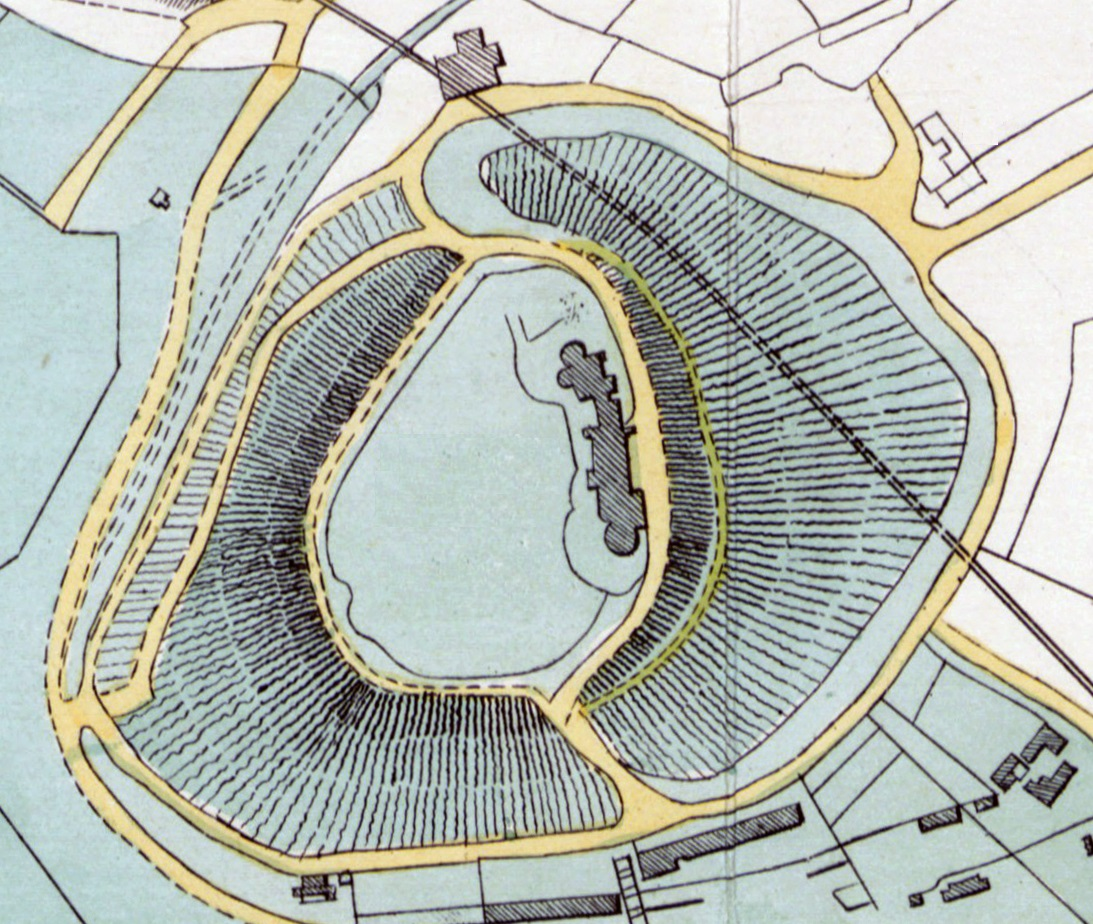
Grundriss der Burg von 1883, vom Verkauf des Anwesens

Die heutige mit Wehrgängen versehene „Burg“ aus viktorianischer Zeit in neunormannischem und neugotischem Stil wurde von der Familie Leach im 19. Jahrhundert erbaut. Die Bauarbeiten begannen 1842 nach einem grob asymmetrischen Bauplan von Henry Goodrich, einem Architekten aus Bath. In den 1860er-Jahren und nachfolgenden Dekaden wurde sie nach Norden erweitert. Der Nordturm beinhaltet die Überreste einer aus Ziegeln errichteten Windmühle aus dem 17. Jahrhundert.
Das Gebäude wurde nun in private Wohnungen aufgeteilt und ist nicht öffentlich zugänglich. Der Hauptteil der Burg mit den sieben Schlafzimmern, vier Bädern und sechs Empfangsräumen wurde 2010 für £ 2 Mio. verkauft.